# Сильверий (папа римский)
Сильверий (лат. Silverius PP.; ? — 20 июня 537) — папа римский с 8 июня 536 года по март 537 года.

## Биография
Сильверий был законным сыном папы Гормизда, родившимся до того, как его отец принял духовный сан. Папой Сильверий был избран, вероятно, 8 июня 536 года. Сильверий оказался в центре политических противоречий между вторгшимися в Италию византийцами и отступающими варварами. Так как Агапит умер во время посольства в Константинополь, Теодахаду потребовался лояльный папа, и его выбор пал на Сильверия. Историк Джеффри Ричардс, доказывая это предположение, указывает на то, что до избрания Сильверий имел сан иподиакона — довольно низкий в церковной иерархии, поэтому Теодахад воспринял его как слабого и послушного кандидата. Liber Pontificalis прямо утверждает, что Сильверий был обязан своим высоким статусом королю Теодахаду.
Однако когда 9 декабря 536 года византийцы подошли к Риму, Сильверий уговорил римлян впустить в Рим армию Велизария. Однако вскоре он был низложен через инсценированный по указанию императрицы Феодоры судебный процесс по обвинению его в политической измене: ему вменяли в вину попытку сдать город Витигесу во время осады 537—538 годов. После смещения Сильверия во время осады Рима Феодора возвела на престол римского понтифика угодного ей Вигилия. Вигилий был привезен в Рим, чтобы заменить Сильверия. Трактат Breviarium Либерата Карфагенского изображает Вигилия «как жадного и коварного сторонника монофизитов, который сверг и практически убил своего предшественника». При этом Либерат утверждает, что Вигилий обещал императрице Феодоре восстановить на престоле Патриарха Константинопольского Анфима.
Ричардс указывает, что мнение Либерата Карфагенского стоит воспринимать критически. Либерат относился к оппонентам Вигилия, которые именовали нового папу не иначе как Антихрист. На самом деле, по мнению Ричардса, процесс над Сильверием был чисто политическим: планы Юстиниана по покорению Рима и Италии предусматривали. чтобы на Апостольском престоле сидел про-восточный папа. Идеальным кандидатом был диакон Вигилий, долгое время живший в Константинополе и на протяжении всей своей карьеры мечтавший стать папой римским.
Так или иначе, Сильверий был отправлен в ссылку в Патару в Ликии, чей епископ обратился к императору для справедливого судебного разбирательства дела Сильверия. Тем не менее, когда Сильверий вернулся в Италию, Велизарий выдал его Вигилию, который, в соответствии с Liber Pontificalis, сослал его на пустынный остров Пальмария, где он был уморен голодом или задушен.

## Канонизация
Сильверий почитается католической церковью как Святой Сильверий (Сан-Сильверио). Поводом к канонизации якобы стало происшествие с рыбаками острова Понца: они попали в сильный шторм у острова Пальмария и призвали к помощи Сильверия, чьим заступничеством рыбаки были в итоге спасены.
Сильверий считается покровителем острова Понца у берегов Италии. Впервые он упоминается среди римских святых в XI веке.